# Japońskie naloty na Oregon

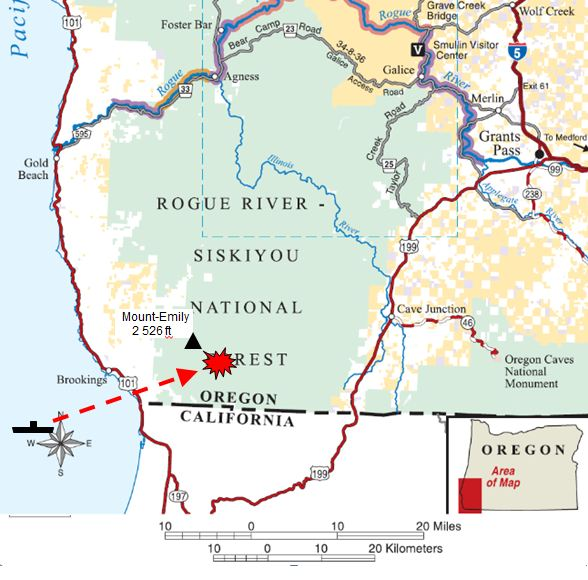
Mapa nalotu

Japońskie naloty na Oregon – dwukrotna próba podpalenia kompleksów leśnych w amerykańskim stanie Oregon we wrześniu 1942 roku, przez zrzucenie bomb zapalających z wodnosamolotu Yokosuka E14Y „Glen”, katapultowanego z japońskiego okrętu podwodnego I-25 pilotowanego przez Nobuo Fujitę. Wobec silnego nasiąknięcia poszycia leśnego po padających wówczas deszczach, japońskie usiłowania zakończyły się niepowodzeniem. Były to jedyne naloty lotnicze na kontynentalną część Stanów Zjednoczonych w okresie II wojny światowej.

## Czwarty patrol I-25
Oceaniczny okręt podwodny Japońskiej Cesarskiej Marynarki Wojennej I-25 (dowódca Tagami Meiji) wyruszył na swój czwarty wojenny patrol 15 sierpnia 1942 roku z bazy w Yokosuce. Kierował się ku wybrzeżom Oregonu, gdzie miał zrealizować tajny projekt planistów floty: bombardowanie amerykańskiego terytorium. Plany tej operacji, częściowo pomyślanej jako odwet za rajd na Tokio z kwietnia tego roku, powstały po zdobyciu na Wake amerykańskich map regionu i na podstawie obserwacji byłego japońskiego konsula w Seattle. Przewidywały one, że przy występujących w Oregonie silnych zachodnich wiatrach istnieje możliwość wywołania potężnych i trudnych do ugaszenia pożarów obszarów leśnych na Zachodnim Wybrzeżu. Poza spowodowaniem potencjalnych strat liczono na wywołanie w społeczeństwie amerykańskim psychozy strachu. Okręt dotarł do amerykańskich wybrzeży w pierwszych dniach września, pozostając w rejonie przylądka Blanco w oczekiwaniu na poprawę stanu morza.
I-25 przewoził w pokładowym hangarze lekki wodnosamolot rozpoznawczy Yokosuka E14Y1, znany w kodzie aliantów jako „Glen”. Mógł on przenosić na zamkach podskrzydłowych dwie niewielkie bomby. Aby zwiększyć efekt ich działania, użyto specjalnych bomb zapalających, wypełnionych kulkami z mieszanką zapalającą, które rozsypując się po eksplozji miały wywołać pożar równocześnie na większym obszarze, o promieniu około 100 m.

## Pierwszy nalot
9 września rano morze uspokoiło się na tyle, że możliwe stało się bezpieczne przygotowanie samolotu do startu. Jego załogę stanowili: pilot chorąży Nobuo Fukita oraz obserwator, podoficer Shoji Okuda. Wlecieli oni w głąb górzystego, zalesionego obszaru w rejonie miasta Brookings, zrzucając dwie 76-kilogramowe bomby zapalające. Tylko jedna z nich wybuchła, zaś w mokrym poszyciu pożar szybko wygasł.
Wracający wodnosamolot został zauważony z przepływających w pobliżu amerykańskich statków, których załogi zameldowały o tym lokalnej obronie wybrzeża. Wysłany na patrol samolot Lockheed A-29 przeprowadził 10 września nieskuteczny atak bombami głębinowymi na I-25. Japońska jednostka odniosła jedynie niewielkie uszkodzenia, ale atak skłonił komandora Meiji do większej rozwagi.

## Drugi nalot
Ponieważ drugi nalot postanowiono wykonać pod osłoną nocy, sprzyjające warunki do jego przeprowadzenia nastały dopiero 29 września. Katapultowany samolot, z tą samą załogą, zrzucił dwie bomby zapalające w rejonie położonym bardziej na północ, w pobliżu Port Orford. Skutek był podobny do poprzedniego nalotu: wybuchła jedynie jedna z bomb, zaś powstały pożar wygasł samoistnie w mokrym lesie. Powracający Fujita miał spore kłopoty ze zlokalizowaniem pozycji macierzystego okrętu i udało mu się go odnaleźć dopiero po długich poszukiwaniach, dzięki śladom oleju napędowego na powierzchni morza.
Japoński wodnosamolot został tym razem zauważony nad lądem przez strażników leśnych. Powiadomili oni USAAF, która wysłała przeciwko niemu samoloty myśliwskie P-38 Lightning, te jednak, naprowadzane w złym kierunku, nie zdołały go przechwycić. I-25 powrócił do bazy w Yokosuce 24 października 1942 roku
Materialne szkody powstałe w wyniku obydwu rajdów były znikome. Przyczyniły się do tego długotrwałe jesienne deszcze, po których drzewa i poszycie były nasiąknięte wodą, co uniemożliwiło rozprzestrzenienie się pożarów. Zawiodły także japońskie bomby zapalające, dwie z nich nie eksplodowały, zaś dwie pozostałe uwolniły jedynie część ładunku. Nie powiódł się również zamiar wywołania poczucia zagrożenia u mieszkańców zaatakowanych okolic: naloty przeszły niemal niezauważone, w prasie zachodniego wybrzeża pojawiły się tylko niewielkie wzmianki o zdarzeniu, chociaż niektórzy przypisują im pewną rolę w przyspieszeniu rozpoczęcia amerykańskiej kontrofensywy na Pacyfiku.
Niewątpliwie cztery bomby zrzucone przez Nobuo Fujitę na lasy Oregonu były jedynym przypadkiem nalotu wrogiego samolotu na kontynentalne Stany Zjednoczone w czasie II wojny światowej.